# نگوین تان‌ذونگ
نگوین تان‌ذونگ (ویتنامی: Nguyễn Tấn Dũng؛ زادهٔ ۱۷ نوامبر ۱۹۴۹) یک سیاست‌مدار اهل ویتنام است.